# 李遜學
李遜學（1456年—1519年），字希賢，河南汝宁府上蔡縣人。匠籍。明朝政治人物。

## 生平
河南鄉試第七十六名，成化二十三年（1487年）丁未科進士，改庶吉士，授檢討。弘治九年（1496年），升浙江按察司僉事，因丁憂去職。守喪結束，改陕西，升任副使，又因丁憂去官。此後三次提調山东學務，所至均崇尚寬厚，頗得士心。
正德三年（1508年），升太常寺少卿，提督四夷馆。次年，入翰林院，兼侍講，晉戶部右侍郎，提督仓场。不久，改禮部，升左侍郎。正德十年（1515年），升南京禮部尚書。次年，以奉賀表入京，改為禮部尚書。正德十二年（1517年），兼學士，掌詹事府事，入內閣，专管誥敕，并且奉命教授庶吉士。正德十四年（1519年）二月二十六日卒于官，年六十四歲。朝廷按例賜祭葬，贈太子太保，諡文简。

## 家族
曾祖李貞；祖父李明道；父李俊，聽選官。母段氏；繼母陸氏。重庆下。弟遜志。